# Giving Myself
Giving Myself è un singolo della cantante statunitense Jennifer Hudson, pubblicato nel 2009 ed estratto dall'album eponimo Jennifer Hudson.
La canzone è stata scritta e coprodotta da Robin Thicke.

## Tracce
1. Giving Myself – 4:15